# Immoble al carrer Nou, 12
L'Immoble al carrer Nou, 12 és una obra de Breda (Selva) protegida com a Bé Cultural d'Interès Local.

## Descripció
Edificació de planta baixa i dos pisos amb coberta inclinada a dues aigües de teula àrab i carener paral·lel a la façana principal (carrer Nou). A la planta baixa hi ha una porta d'entrada i una finestra lateral que han estat modificades. A les plantes primera i segona hi ha un balcó, alineat amb la porta d'entrada i una finestra. El balcó del segon pis no té llosa. El ràfec està decorat amb rajoles. A la façana que dona al carrer Santa Victòria s'hi ha practicat diverses obertures encara que originalment va ser concebuda com una paret mitgera. A la part posterior de la parcel·la hi ha un pati amb un portal amb reixa de ferro forjat.
El carrer Nou, conegut amb aquest nom des del segle xviii, esdevé el nexe d'unió entre el nucli de la vila format al voltant de l'església i el monestir i el nucli entorn de l'hospital vell i can Trunes. La banda nord del carrer es deu acabar de parcel·lar els segles XVII i XVIII, mentre que la banda sud forma part de les hortes del monestir i no es parcel·la fins al segle xix, després de la desamortització.